# Till Wyler von Ballmoos
Till Wyler von Ballmoos (* 1979 in Bern, bürgerlicher Name: Till Wyler) ist ein Schweizer Theaterregisseur und Musiker.

## Leben
Till Wyler von Ballmoos besuchte von 1999 bis 2000 die Hochschule Luzern für Musik, von der er nach einem Jahr an die Hochschule der Künste Bern (HKB) wechselte. 2004 schloss er sein Musikstudium mit dem Konzertreifediplom für Violoncello an der HKB ab. Gleichzeitig besuchte er von 2000 bis 2002 Vorlesungen im Studienbereich Performance und im Bereich Theaterwissenschaft an der Universität Bern.
2006 bis 2011 studierte er Regie für Theater und Musiktheater an der Bayerischen Theaterakademie August Everding in München. Parallel dazu besuchte er Kurse im Studienbereich Kunst und Medien an der Hochschule für Gestaltung und Kunst Zürich (ZHdK). 2007 war er Assistent von Dimiter Gotscheff am Deutschen Theater Berlin.
Till Wyler von Ballmoos ist unter anderem Stipendiat des Künstlerhaus Schloss Balmoral, der Akademie Schloss Solitude, Pro Helvetia und der Inteatro Festival Academy (IFA) in Italien. Er arbeitet und lebt in Deutschland und der Schweiz.
Ursprünglich zur Spielzeit 2023/24 sollte er Ludger Schnieder als Geschäftsführer und künstlerischen Leiter des Theaters im Pumpenhaus (Münster) ablösen. Nach dem plötzlichen Tod seines Vorgängers hat er bereits ab Januar 2023 Leitungsaufgaben am Haus übernommen.

## Musik
Als Jungstudent an der Hochschule für Musik (Basel) gab er verschiedene Solo-Konzerte mit Berufsorchester und beschäftigte sich intensiv mit zeitgenössischer Musik. Er spielte unter anderen mit Urs Peter Schneider, in Theaterprojekten mit Georges Aperghis, in Tanzprojekten mit MA'AT (Karima Mansour), am WIM-Festival Bern 2002, im Schlachthaus Theater in Bern. Till Wyler von Ballmoos besuchte Meisterkurse bei Arto Noras, Angela Schwartz, Peter Hörr, Pauline Oliveros (Improvisation) und Pierre Favre (Perkussion).
Nebst musikalischen Projekten, beschäftigt er sich intensiv mit den Formen der Kunst und der Umsetzung von Ton und Musik in Installationen und Performances. Mit der Künstlergruppe „5 Freunde“ realisierte er bis 2007 monatlich ein abendfüllendes Programm im PROGR Bern.

## Auszeichnungen
- 2011 erhielt Till Wyler von Ballmoos den Preis für die beste Regie an den 29. Bayerischen Theatertagen.
- Als Solist und in kammermusikalischer Formation ist er mehrfacher Preisträger des Schweizerischen Jugendmusik-Wettbewerbes.
- 2004 erhielt Till Wyler von Ballmoos den Filmmusikpreis des Kantons Bern für seine Komposition zu Letzte Bergfahrt.

## Filmografie
- Nur ein Sommer (2008) Regie: Tamara Staudt
- Das Fräulein (2006) Regie: Andrea Štaka
- Slumming (2006) Regie: Michael Glawogger
- Letzte Bergfahrt (2004) Regie: Adrian Hess / Kristian Trafelet